# Феткевич Йосип Едуардович
Йосип Едуардович Феткевич (Федкевич) (1888, Російська імперія — ?) — радянський діяч. Член Центральної контрольної комісії ВКП(б) у 1924—1927 роках. Член ВЦВК.

## Життєпис
Працював робітником на заводах, брав участь у революційному русі.
Член РСДРП з 1915 року.
Учасник Жовтневого перевороту 1917 року.
До 1924 року — робітник-інструментальник московського заводу «Амо».
З 1924 року — інструктор технічного відділу Центральної контрольної комісії РКП(б).
Потім працював на авіаційних заводах Москви, виготовляв авіаційні двигуни.
Подальша доля невідома.